# Mala je avion
Mala je avion singl je hrvatskog skladatelja, tekstopisca i glazbenika Dina Dvornika, koji izlazi 2002. g.
Objavljuje ga diskografska kuća Orfej, sadrži dvije skladbe, a njihov producent je Davorin Ilić.
Ovaj singl izdan je kao najava za nadolazeći album Svicky, a sadrži skladbe koje su sve veliki hitovi, "Mala je avion" i "Ne znam kome pripadam".

## Popis pjesama
1. "Mala je avion" - 3:34
  - Dino Dvornik - Dino Dvornik/Davorin Ilić - Dino Dvornik
2. "Ne znam kome pripadam (feat. Vanda Winter)" - 3:58
  - Dino Dvornik - Dino Dvornik/Ante Pecotić - Dino Dvornik

## Izvođači i produkcija
- Producent - Davorin Ilić
- Svirali - Dvornik, Ilić, Baučić, Geržina
- Snimljeno u studiju - Mixo Production, Zagreb

## Vanjske poveznice
- discogs.com - Dino Dvornik - Mala je avion